# 足利成綱
足利 成綱（あしかが なりつな）は、平安時代後期の武士。藤姓足利氏2代当主。

## 略歴
藤姓足利氏の祖で、鎮守府将軍・藤原秀郷の流れを汲む足利成行の嫡子として誕生。
成綱の事蹟は『吾妻鏡』にも、詳しくは記されていない。ただ、父・成行が亡くなると、一族から養子・家綱を迎えてその後を継いだと記載されているため、父より先立って早世したと思われる。
なお、彼の娘は河内源氏・源義国の側室となり、新田義重（上野源氏祖）を産んだという。その娘も父同様に若くして没し、義国の正室とされる（諸説あり）藤原式家・藤原敦基の娘の養子として養育されたという。